# Passio
Passio Domini Nostri Jesu Christi secundum Joannem (La Passió de Nostre Senyor Jesucrist segons Joan), també coneguda com la Passió de Sant Joan o simplement Passio, és una passió d'⁣Arvo Pärt per a baríton sol (Jesús), tenor solista (Pilat), quartet vocal solista (Evangelista), cor, violí, oboè, violoncel, fagot i orgue. L'obra té una durada aproximada de 70 minuts i es basa en el text llatí de l'⁣Evangeli de Joan, capítols 18 i 19, més una breu introducció i conclusió.

## Història
Quan Pärt va marxar d'Estònia cap a Àustria l'any 1980, es va endur amb ell els primers esbossos de la Passió de Sant Joan, que es convertirien en la culminació de l'estil tintinnabuli. Finalment, va acabar l'obra el 1982 i es va publicar el 1989. Des de llavors, se n'han fet quatre enregistraments, i segueix sent una de les seves obres més populars. De la mateixa manera que Pärt es va inspirar en la música medieval en la seva creació de tintinnabuli, també aquí s'inspira en els primers escenaris monofònics de la Passió. La Passió de Sant Joan és un escenari del text de Joan 18–19, precedit d'una breu introducció (Exordio) i seguida d'una breu conclusió (Conclusio). Utilitza un solista baríton per a Jesús, un tenor per a Pilat i un quartet soprano-alto-tenor-baix (SATB) per a l'⁣evangelista. A més, hi ha quatre instruments solistes, oboè, violí, violoncel i fagot, orgue i cor SATB. El treball dura uns 70 minuts i no es divideix en moviments.

## Estructura
A l'hora de compondre l'obra, la configuració del text i la declamació van ser els principals objectius en la ment de Pärt: tots els elements musicals de la peça, des del ritme fins al to, estan d'alguna manera determinats pel text. Tonalment, el treball se centra en una sèrie de quintes superposades: D-A-E-B. Els valors rítmics els estableix el text. Cada caràcter té un valor de nota bàsic, i aquesta s'allarga en funció de la puntuació i la seva posició dins de la frase. Com que un punt al final d'una frase genera una nota més llarga que una coma al mig, la jerarquia de les frases textuals es reflecteix a la música.
Assignació de valors:
1. En l'última paraula d'una frase acabada amb una coma, la síl·laba tònica seria mitjana.
2. A l'última paraula d'una frase acabada amb punt o dos punts, cada síl·laba seria llarga.
3. A la primera paraula d'una frase nova (o que comença després de dos punts), la síl·laba tònica seria mitjana.
4. En l'última paraula d'una frase acabada amb un signe d'interrogació, cada síl·laba seria mitjana.
5. En cas contrari, totes les síl·labes són curtes.

Pärt divideix el text de l'Evangelista en quatre seccions (50 frases cadascuna), més una secció final de 10 frases, per a un total de 210. Cada secció comença amb una veu solista diferent, després s'hi uneix un instrument i aquest patró continua fins que sonen les vuit. Les veus de la mezzosoprano i el baix i l'oboè i fel agot són sempre veus M (encunyació de Hillier, referint-se a la veu de la melodia en una configuració de tintinnabuli); les veus de soprano i tenor i violí i violoncel són sempre veus en T (de nou, l'encunyació de Hillier es refereix a la veu harmonitzadora). En el cas en què es presenta només una veu T, la veu M simplement hi és implícita.
Crist sempre té les notes més llargues i més baixes, creant un fort contrast amb els altres personatges. El centre del to de Crist és E, i s'acompanya d'un murmuri i una veu en T a l'orgue. Per al poble, el centre d'altura torna a ser E. Les veus de mezzo i baix, de nou sempre fent un paper de M, s'emmirallen, i les veus T de soprano i tenor s'alternen per sobre i per sota de les veus M. Tot i que les dues estan centrades en E, les veus M utilitzen E en mode frigi contra E major a les veus T; això fa que hi hagi relacions creuades sorprenents entre el sol natural i el sol sostingut, encara que els dos mai sonen al mateix temps. Pilat, com Crist, només s'acompanya de l'orgue, però canta en valors rítmics més ràpids i amb una tessitura més alta. La part de Pilat és la menys estable de la peça, creada en part mitjançant l'ús d'una veu M centrada en B i una veu T centrada en F (a part d'un triíon) i per la negativa de Pilat a ser una veu T o M, sempre alternant tots dos rols.

## Recepció
El compositor nord-americà Eric Whitacre va utilitzar els dos acords inicials de la conclusió (Qui passus es) al seu motet Lux Aurumque, aplicant-los a les paraules natum (nounat) i vinculant així el naixement i la mort de Crist amb la reencarnació.

## Enregistraments
- Paul Hillier, dir., Passio, d'Arvo Pärt, Hilliard Ensemble, ECM New Series 837109 (1988).
- Tauno Satomaa, dir., Johannes Passion, per Arvo Pärt, Candomino Choir, Finlandia Records (2001).
- Antony Pitts, dir., Passio, d'Arvo Pärt, Tonus Peregrinus, Naxos 8555860 (2003).
- Nils Schweckendiek, dir., Passio, per Arvo Pärt, Helsinki Chamber Choir, BIS BIS-2612 SACD (2021).